# (133552) Itting-Enke
(133552) Itting-Enke est un astéroïde de la ceinture principale.

## Description
(133552) Itting-Enke est un astéroïde de la ceinture principale. Il fut découvert le 16 octobre 2003 à Mülheim par l'observatoire Turtle Star. Il présente une orbite caractérisée par un demi-grand axe de 3,18 UA, une excentricité de 0,11 et une inclinaison de 17,1° par rapport à l'écliptique.

## Compléments